# Down the Road Wherever
Down the Road Wherever – dziewiąty album studyjny Marka Knopflera wydany 16 listopada 2018.  Album został oficjalnie zapowiedziany 19 września 2018, wcześniej – 14 czerwca poinformowano o zakończeniu prac nad jego nagrywaniem. Nagrania odbyły się w British Grove Studios w Londynie.
W nagraniu udział brali Jim Cox, Nigel Hitchcock, Tom Walsh, John McCusker, Mike McGoldrick, Glenn Worf, Ian Thomas, Danny Cummings, Richard Bennett, Robbie McIntosh, Trevor Mires, Lance Ellington, Kris Drever, Beverley Skeete i Katie Kissoon.
Płyta dotarła na szczyt zestawienia najlepiej sprzedających się albumów w 2018 r. w Szwajcarii i Norwegii. W Polsce osiągnęła 7. miejsce, w USA 15, a w Wielkiej Brytanii 17.
W Polsce nagrania uzyskały certyfikat złotej płyty.
Album został  wydany w kilku wersjach – CD, podwójna płyta długogrająca (z jednym utworem dodatkowym), wersja specjalna CD z dwoma utworami dodatkowymi, box set z płytami CD i długogrającymi oraz czterema utworami na EP.

## Lista utworów (edycja CD)
| 1.  | "Trapper Man"               | 6:00 |
| 2.  | "Back on the Dance Floor"   | 5:30 |
| 3.  | "Nobody’s Child"            | 4:16 |
| 4.  | "Just a Boy Away from Home" | 5:12 |
| 5.  | "When You Leave"            | 4:12 |
| 6.  | "Good on You Son"           | 5:37 |
| 7.  | "My Bacon Roll"             | 5:35 |
| 8.  | "Nobody Does That"          | 5:15 |
| 9.  | "Drovers' Road"             | 5:05 |
| 10. | "One Song at a Time"        | 6:17 |
| 11. | "Floating Away"             | 5:02 |
| 12. | "Slow Learner"              | 4:34 |
| 13. | "Heavy Up"                  | 6:00 |
| 14. | "Matchstick Man"            | 2:52 |